# Cecil Foljambe
Pour les articles homonymes, voir Foljambe.
Cecil George Savile Foljambe (7 novembre 1846-23 mars 1907) est un homme politique libéral britannique. Petit-neveu du Premier ministre Robert Jenkinson, 2e comte de Liverpool, il est Lord-intendant sous Sir Henry Campbell-Bannerman entre 1905 et sa mort en 1907. Il est le petit-fils de Cecil Bishopp (6e baronnet) (en) de Parham. 

## Jeunesse
Il est né à Osberton Hall à Worksop, Nottinghamshire. Il est le fils de George Savile Foljambe et de Selina Jenkinson, fille de Charles Jenkinson (3e comte de Liverpool). Le Premier ministre Robert Jenkinson, 2e comte de Liverpool est son grand-oncle, et son demi-frère aîné est Francis Foljambe, un homme politique libéral. 
Il rejoint la Royal Navy et sert comme aspirant de vaisseau 1861-1867 puis lieutenant 1867-1870, en Angleterre et en Nouvelle-Zélande pendant la guerre de Waikato en 1863-1864. Il garde ses propres journaux manuscrits de ses voyages, qui comprennent de nombreux croquis en couleur et en noir et blanc. Il est affecté sur le HMS "Victory" (1861-1862), HMS "Defence" (1862-1863), HMS "Curacoa" (1863-1867), HM Gunboat "Pioneer" (1863), HM Steamer "Avon" (1863 -1864), et HM Colonial Steamer "Koheroa" (1864). Au cours de 1863, il termine une enquête en cours sur le fleuve Waikato entre Ngāruawāhia et Hunlty lorsqu'un collègue de navire est blessé. Il est promu lieutenant le 8 juin 1867 et se retire de la marine le 2 mai 1870.

## Carrière politique
En 1880, il est élu à la Chambre des communes pour le North Nottinghamshire. Il occupe ce siège jusqu'en 1885, puis représente Mansfield de 1885 à 1892. En 1893, il est élevé à la pairie en tant que baron Hawkesbury, de Haselbech dans le comté de Northampton et d'Ollerton, Sherwood Forest, dans le comté de Nottingham, une renaissance de la baronnie détenue par son grand-père maternel, Lord Liverpool. En 1894, il est nommé Lord-in-waiting (whip du gouvernement à la Chambre des lords) dans l'administration libérale de Lord Rosebery, poste qu'il occupe jusqu'à la chute du gouvernement en 1895. 
En juillet 1901, il est nommé membre supplémentaire de la Commission royale sur les manuscrits historiques. Et de 1906 à 1907, il est Président de la  Lancashire and Cheshire Antiquarian Society.
Lorsque les libéraux reviennent au pouvoir en 1905 sous la direction d'Henry Campbell-Bannerman, il est nommé Lord-intendant. Quelques jours plus tard, le comté de Liverpool est relancé quand il est nommé vicomte Hawkesbury, de Kirkham dans le comté de York et de Mansfield dans le comté de Nottingham et comte de Liverpool. Il est admis au Conseil privé en 1906 et est resté membre du gouvernement jusqu'à sa mort en mars 1907.

## Famille

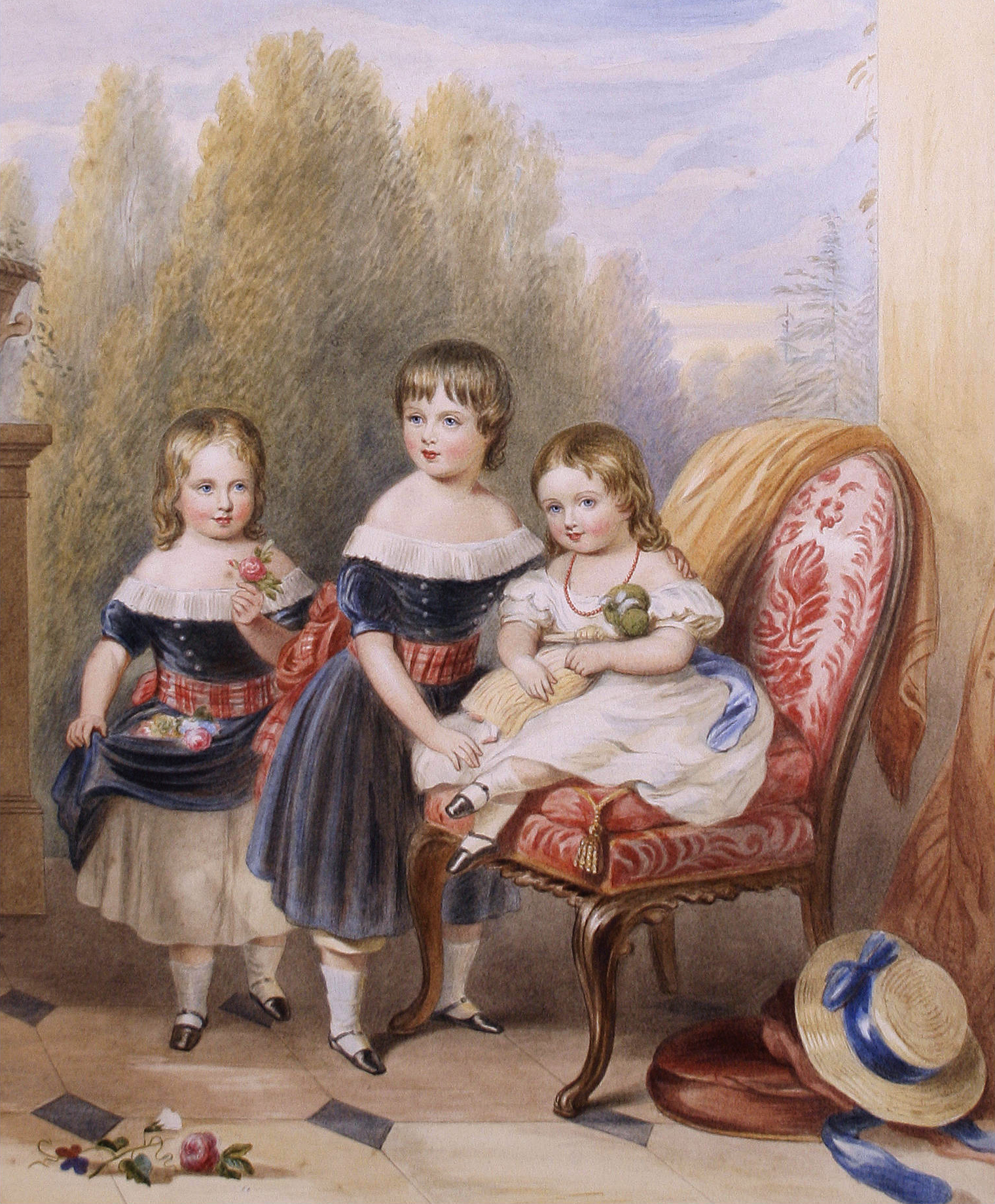
Louisa (Foljambe) Howard (assise) avec ses frères aînés William et George Robert Dowling, 1844)

Il épouse Louisa Howard, fille de Frederick John Howard, le 22 juillet 1869. Ils ont deux enfants: 
- Arthur William de Brito Savile Foljambe, 2e comte de Liverpool (27 mai 1870 - 15 mai 1941)
- Frederick Compton Savile Foljambe (20 août 1871 - 21 août 1871), décédé en bas âge.

Après la mort de sa première femme en 1871, il érige des plaques commémoratives et des fenêtres dans 38 églises qui avaient des liens avec la famille. 
Le 21 juillet 1877, il épouse la cousine de sa épouse, Susan Cavendish, fille de William Frederick Henry Cavendish. Ils ont onze enfants: 
- Gerald William Frederick Savile Foljambe, 3e comte de Liverpool (1878-1962), officier de l'Oxfordshire Light Infantry.
- Edith Margaret Emily Mary Foljambe (1879-1962), épouse le brigadier-général D'Arcy Legard.
- Alice Etheldreda Georgiana Mary Foljambe (1880–1922), décédée célibataire.
- Mabel Evelyn Selina Mary Foljambe (1881–1915), épouse William Woodburn.
- Josceline Charles William Savile Foljambe (1882–1916), un officier des Northumberland Fusiliers, tué au combat pendant la Première Guerre mondiale.
- Margaret Susan Louisa Mary Foljambe (14 janvier 1884 - 16 janvier 1884), décédée en bas âge.
- Constance Blanche Alethea Mary Foljambe (1885–1977), épouse le révérend Hezekiah Hawkins.
- Robert Anthony Edward St Andrew Savile Foljambe, 4e comte de Liverpool (1887–1969)
- Bertram Marmaduke Osbert Savile Foljambe (1891-1955), épouse Joyce Edmunson et a le capitaine Peter George William Savile Foljambe (1919-1944), dont le fils Edward Foljambe (5e comte de Liverpool) (né en 1944) est l'actuel comte de Liverpool.
- Rosamond Sylvia Diana Mary Foljambe (1893–12 avril 1974), épouse Archibald Melville, 13e comte de Leven.
- Victor Alexander Cecil Savile Foljambe (1895–1975).

Il est décédé en mars 1907, à l'âge de 60 ans, et est remplacé dans le comté par son fils aîné et seul survivant de son premier mariage, Arthur. La comtesse de Liverpool est décédée en décembre 1917. 